# Police Story 2013
Police Story 2013, ook bekend onder de titel Police Story: Lockdown, is een Chinees-Hongkongse actiefilm uit 2013 onder regie van Ding Sheng, met in de hoofdrol Jackie Chan. De film is, net als New Police Story, een reboot van de Police Story-filmreeks en neemt een serieuzere toon aan dan de eerdere films. Het is de zesde film uit de reeks.

## Verhaal
Detective Zhong Wen gaat op zoek naar zijn vervreemde dochter in de Wu Bar, die nu de vriendin is van nachtclubeigenaar Wu Jiang. Zhong keurt deze relatie niet goed, wat leidt tot een ruzie tussen vader en dochter. Voordat hij vrede kon sluiten met zijn dochter, slaat een overvaller hem op het hoofd en wordt hij vastgebonden met ijzeren draden. Als hij weer bij bewustzijn komt, ontdekt hij dat zijn dochter en de klanten van de bar gevangen worden gehouden. Zhong maakt zich los en bevrijdt de klanten en zijn dochter, waarna hij achter deze overvaller aan gaat.

## Rolbezetting
- Jackie Chan - Detective Zhong Wen
- Liu Ye - Wu Jiang
- Jing Tian - Miao Miao
- Yin Tao - Lan Lan
- Liu Yiwei - Chief Niu
- Zhou Xiaoou - Wei Xiaofu
- Yu Rongguang - Captain Wu
- Zhang Lei - Quanzi
- Liu Peiqi - Chief Zhang
- Wang Zhifei - Officer Fang
- Zhang Xiaoning - Wu's father
- Zha Ka - Bin Ge
- Guli Nazha - Xiao Wei
- Wu Yue - Yue
- Liu Hailong - Pizhong
- Na Wei - Na Na
- Cai An - Kun
- Ding Sheng - truck driver